# Noble (álbum)
Noble -Vampires' Chronicle- —en español: «Noble -Crónicas de Vampiros-»— es el álbum debut de la banda japonesa de power metal Versailles. Fue lanzado en formato digital el 9 de julio de 2008, a través de la tienda de música en línea iTunes music stores. El lanzamiento oficial se realizó el 16 de julio tanto en Japón como en Europa.
Se editaron cuatro versiones diferentes de este álbum, la primera, es la edición japonesa normal que venía con 12 pistas y un DVD adicional que contenía el video promocional de «Aristocrat's Symphony» y un booklet de 32 páginas. La edición europea incluyó el sencillo «The Revenant Choir» como pista adicional. La edición americana y reedición japonesa lanzadas el 21 de octubre de 2009 incluyeron el sencillo promocional «Prince».
Alcanzó el número # 42 en el ranking del Oricon Albums Weekly Chart, y se quedó en la tabla durante cuatro semanas.

## Lista de canciones
| Disco uno (CD, Edición Japonesa Normal) |                                      |        |            |          |  |
| N.º                                     | Título                               | Letras | Música     | Duración |  |
| 1.                                      | «Prelude»                            | Kamijo | Kamijo     | 1:33     |  |
| 2.                                      | «Aristocrat's Symphony»              | Kamijo | Kamijo     | 6:15     |  |
| 3.                                      | «Antique in the Future»              | Kamijo | Kamijo     | 5:46     |  |
| 4.                                      | «Second Fear -Another Descendant-»   | Kamijo | Teru       | 3:08     |  |
| 5.                                      | «Zombie»                             | Kamijo | Teru       | 3:52     |  |
| 6.                                      | «After Cloudia»                      | Kamijo | Hizaki     | 4:53     |  |
| 7.                                      | «Windress»                           | Kamijo | Hizaki     | 4:28     |  |
| 8.                                      | «The Revenant Choir» (Album Version) | Kamijo | Versailles | 7:01     |  |
| 9.                                      | «To the Chaos Inside»                | Kamijo | Teru       | 3:14     |  |
| 10.                                     | «Suzerain»                           | Kamijo | Hizaki     | 4:20     |  |
| 11.                                     | «History of the Other Side»          | Kamijo | Hizaki     | 9:38     |  |
| 12.                                     | «Episode»                            | Kamijo | Kamijo     | 3:10     |  |

| Disco uno (CD, Edición Europea) |                                       |        |            |          |  |
| N.º                             | Título                                | Letras | Música     | Duración |  |
| 1.                              | «Prelude»                             | Kamijo | Kamijo     | 1:33     |  |
| 2.                              | «Aristocrat's Symphony»               | Kamijo | Kamijo     | 6:15     |  |
| 3.                              | «Antique in the Future»               | Kamijo | Kamijo     | 5:46     |  |
| 4.                              | «Second Fear -Another Descendant-»    | Kamijo | Teru       | 3:08     |  |
| 5.                              | «Zombie»                              | Kamijo | Teru       | 3:52     |  |
| 6.                              | «After Cloudia»                       | Kamijo | Hizaki     | 4:53     |  |
| 7.                              | «Windress»                            | Kamijo | Hizaki     | 4:28     |  |
| 8.                              | «The Revenant Choir» (Album Version)  | Kamijo | Versailles | 7:01     |  |
| 9.                              | «To the Chaos Inside»                 | Kamijo | Teru       | 3:14     |  |
| 10.                             | «Suzerain»                            | Kamijo | Hizaki     | 4:20     |  |
| 11.                             | «History of the Other Side»           | Kamijo | Hizaki     | 9:38     |  |
| 12.                             | «Episode»                             | Kamijo | Kamijo     | 3:10     |  |
| 13.                             | «The Revenant Choir (Single Version)» | Kamijo | Versailles | 8:43     |  |

| Disco uno (CD, Edición Regular, Americana y reedición japonesa) |                                      |        |            |          |  |
| N.º                                                             | Título                               | Letras | Música     | Duración |  |
| 1.                                                              | «Prelude»                            | Kamijo | Kamijo     | 1:33     |  |
| 2.                                                              | «Aristocrat's Symphony»              | Kamijo | Kamijo     | 6:15     |  |
| 3.                                                              | «Antique in the Future»              | Kamijo | Kamijo     | 5:46     |  |
| 4.                                                              | «Second Fear -Another Descendant-»   | Kamijo | Teru       | 3:08     |  |
| 5.                                                              | «Zombie»                             | Kamijo | Teru       | 3:52     |  |
| 6.                                                              | «After Cloudia»                      | Kamijo | Hizaki     | 4:53     |  |
| 7.                                                              | «Windress»                           | Kamijo | Hizaki     | 4:28     |  |
| 8.                                                              | «The Revenant Choir» (Album Version) | Kamijo | Versailles | 7:01     |  |
| 9.                                                              | «To the Chaos Inside»                | Kamijo | Teru       | 3:14     |  |
| 10.                                                             | «Suzerain»                           | Kamijo | Hizaki     | 4:20     |  |
| 11.                                                             | «History of the Other Side»          | Kamijo | Hizaki     | 9:38     |  |
| 12.                                                             | «Episode»                            | Kamijo | Kamijo     | 3:10     |  |
| 13.                                                             | «Prince»                             | Kamijo | Hizaki     | 4:50     |  |

| Disco dos (DVD, Edición Japonesa y Europea) |                                         |          |  |
| N.º                                         | Título                                  | Duración |  |
| 1.                                          | «Prelude»                               |          |  |
| 2.                                          | «Aristocrat's Symphony» (Video musical) |          |  |
| 3.                                          | «Episode»                               |          |  |